# Diözesanmuseum Olsztyn

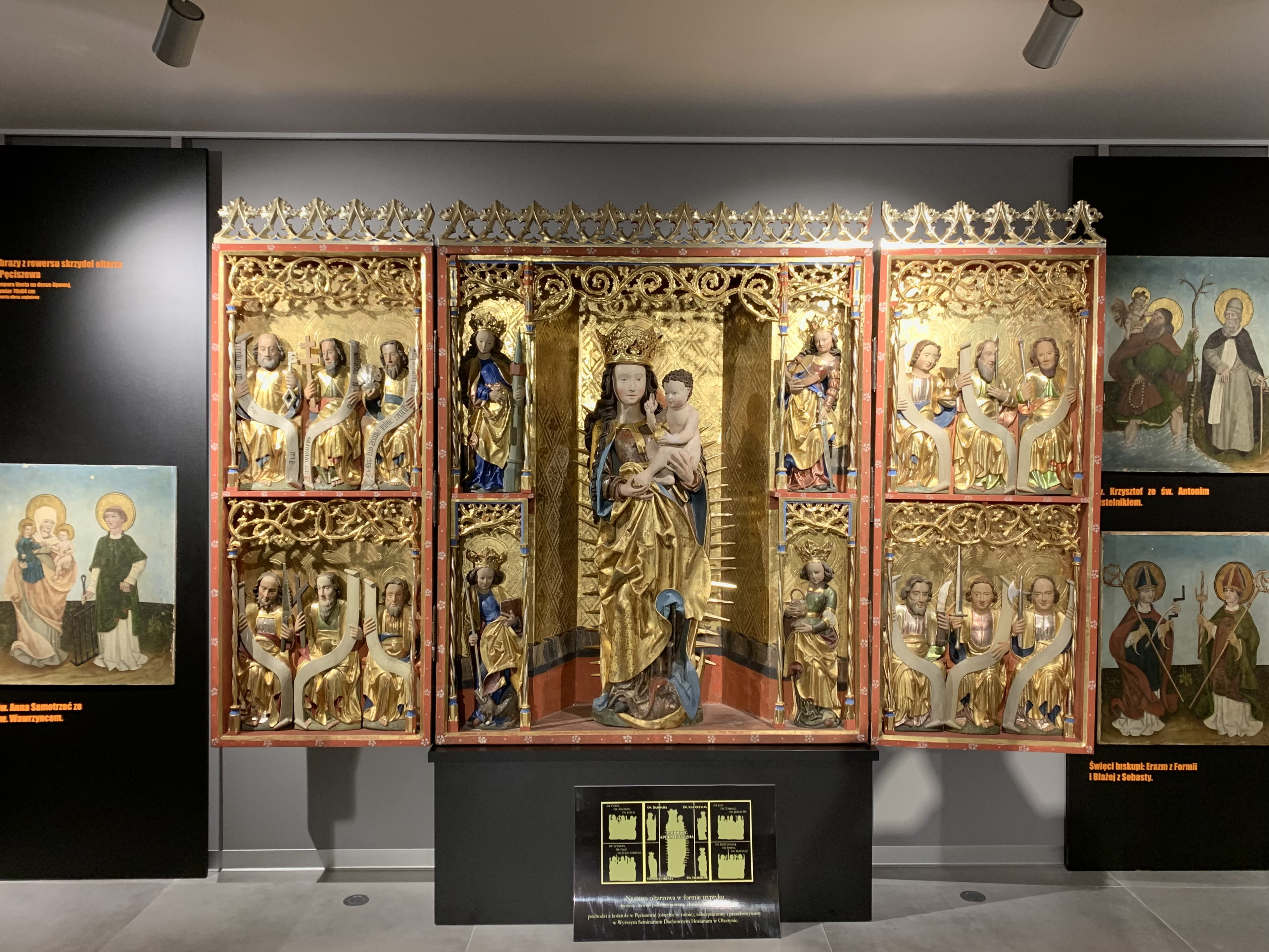
Triptychon von Pęciszewo

Das Diözesanmuseum Olsztyn ist eine kirchlich-kulturelle Einrichtung im ermländischen Olsztyn. Das 2018 gegründete Diözesanmuseum ist eines der jüngsten Diözesanmuseen in Polen.

## Geschichte
Die Sammlung wurde dem Museum von der Kathedrale Olsztyn und anderen kirchlichen Einrichtungen im Erzbistum Ermland geschenkt.

## Bestände
Das Museum besitzt sakrale Schätze von der Gotik bis zur Moderne, unter anderem Altäre, Madonnen, Pietàs, Reliquiare, liturgische Arbeiten sowie Gemälde. Gewände und Manuskripte sowie Drucke gehören ebenfalls zu den Ausstellungsstücken.